# ベオグラード大学

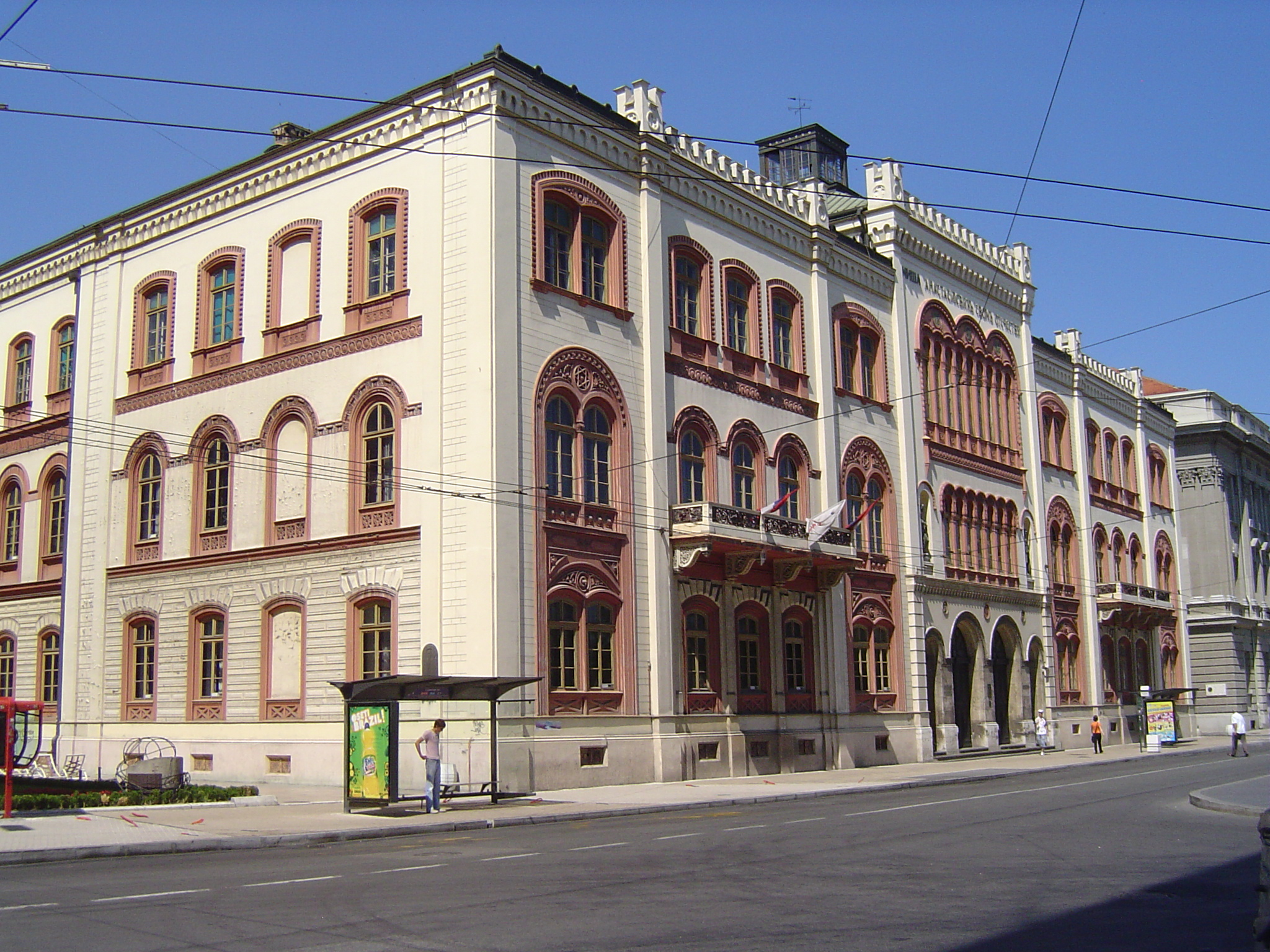
大学の正門

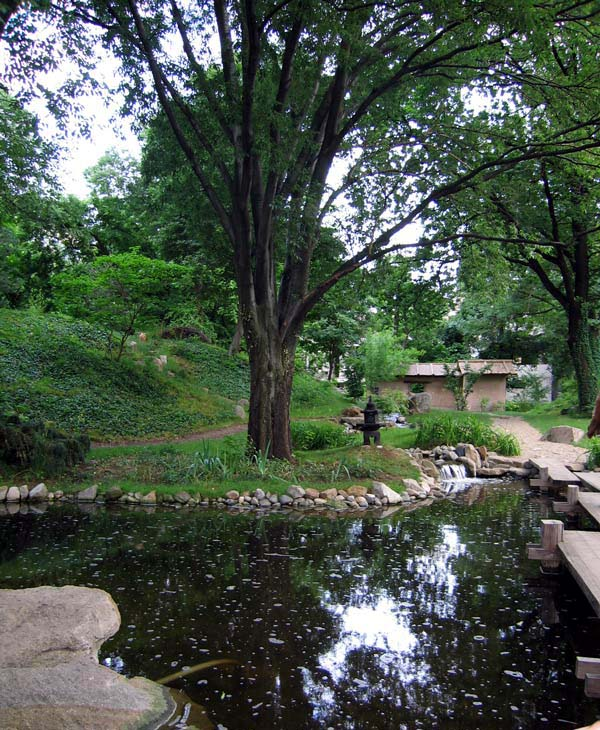
ベオグラード植物園内の日本庭園

ベオグラード大学（ベオグラードだいがく、セルビア語: Универзитет у Београду）とは、 セルビアのベオグラードにある大学である。

## 概要
1808年に創立されたセルビア共和国で最も歴史のある大学で、30の学部および8つの研究所を擁している。
教員数約3千人、学生数約10万人を有す。ベオグラード大学における日本語講座開設は1976年である（セルビアの日本語教育も参照）。